# Willerval
Ne doit pas être confondu avec Willerwald.
Willerval est une commune française située dans le département du Pas-de-Calais en région Hauts-de-France.
La commune fait partie de la communauté urbaine d'Arras qui regroupe 46 communes et compte 109 776 habitants en 2021.

## Géographie

### Localisation
Localisée dans le sud-est du département du Pas-de-Calais, Willerval est une commune située, à vol d'oiseau, à 8 km au sud de la commune de Lens (aire d'attraction) et à 9 km au nord de la commune d'Arras (chef-lieu d'arrondissement et préfecture du Pas-de-Calais).
Le territoire de la commune est limitrophe de ceux de quatre communes.
Les communes limitrophes sont Vimy, Arleux-en-Gohelle, Bailleul-Sir-Berthoult et Farbus.

### Géologie et relief
La superficie de la commune est de 4,05 km2 ; son altitude varie de 58  à   78 mètres.

### Hydrographie
La commune est située dans le bassin Artois-Picardie. Elle n'est drainée par aucun cours d'eau,.

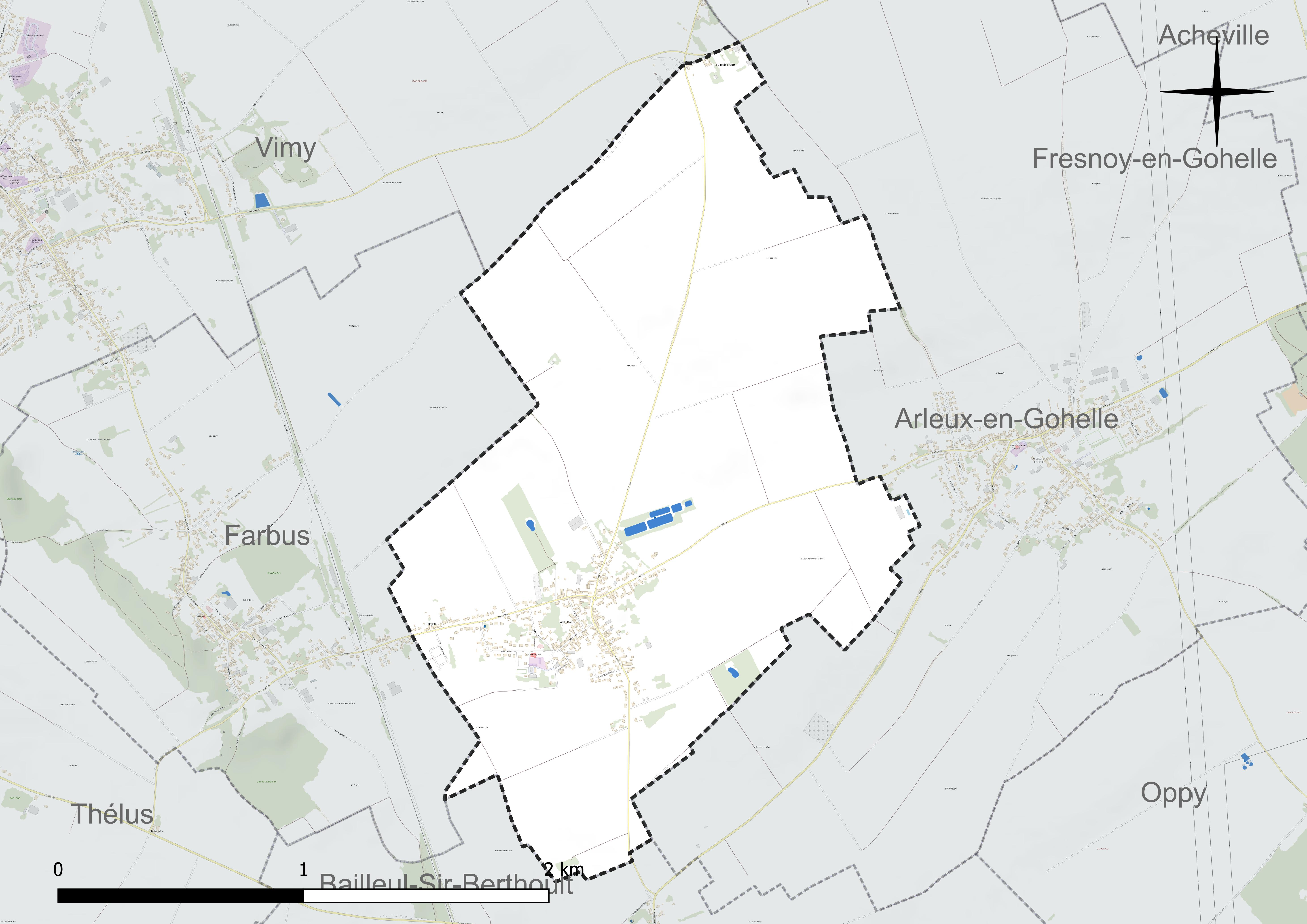
Réseau hydrographique de Willerval.

### Climat
Pour des articles plus généraux, voir Climat des Hauts-de-France et Climat du Pas-de-Calais.
En 2010, le climat de la commune est de type climat océanique dégradé des plaines du Centre et du Nord, selon une étude du CNRS s'appuyant sur une série de données couvrant la période 1971-2000. En 2020, Météo-France publie une typologie des climats de la France métropolitaine dans laquelle la commune est exposée à un climat océanique et est dans la région climatique Nord-est du bassin Parisien, caractérisée par un ensoleillement médiocre, une pluviométrie moyenne régulièrement répartie au cours de l'année et un hiver froid (3 °C).
Pour la période 1971-2000, la température annuelle moyenne est de 10,1 °C, avec une amplitude thermique annuelle de 14,5 °C. Le cumul annuel moyen de précipitations est de 722 mm, avec 12,4 jours de précipitations en janvier et 9,1 jours en juillet. Pour la période 1991-2020, la température moyenne annuelle observée sur la station météorologique la plus proche, située sur la commune de Wancourt à 12 km à vol d'oiseau, est de 10,8 °C et le cumul annuel moyen de précipitations est de 711,4 mm,. Pour l'avenir, les paramètres climatiques de la commune estimés pour 2050 selon différents scénarios d'émission de gaz à effet de serre sont consultables sur un site dédié publié par Météo-France en novembre 2022.

## Urbanisme

### Typologie
Au 1er janvier 2024, Willerval est catégorisée ceinture urbaine, selon la nouvelle grille communale de densité à sept niveaux définie par l'Insee en 2022.
Elle est située hors unité urbaine. Par ailleurs la commune fait partie de l'aire d'attraction de Lens - Liévin, dont elle est une commune de la couronne,. Cette aire, qui regroupe 50 communes, est catégorisée dans les aires de 200 000 à moins de 700 000 habitants,.

### Occupation des sols
L'occupation des sols de la commune, telle qu'elle ressort de la base de données européenne d'occupation biophysique des sols Corine Land Cover (CLC), est marquée par l'importance des territoires agricoles (91,1 % en 2018), une proportion identique à celle de 1990 (91,1 %). La répartition détaillée en 2018 est la suivante : 
terres arables (91,1 %), zones urbanisées (8,9 %). L'évolution de l'occupation des sols de la commune et de ses infrastructures peut être observée sur les différentes représentations cartographiques du territoire : la carte de Cassini (XVIIIe siècle), la carte d'état-major (1820-1866) et les cartes ou photos aériennes de l'IGN pour la période actuelle (1950 à aujourd'hui).

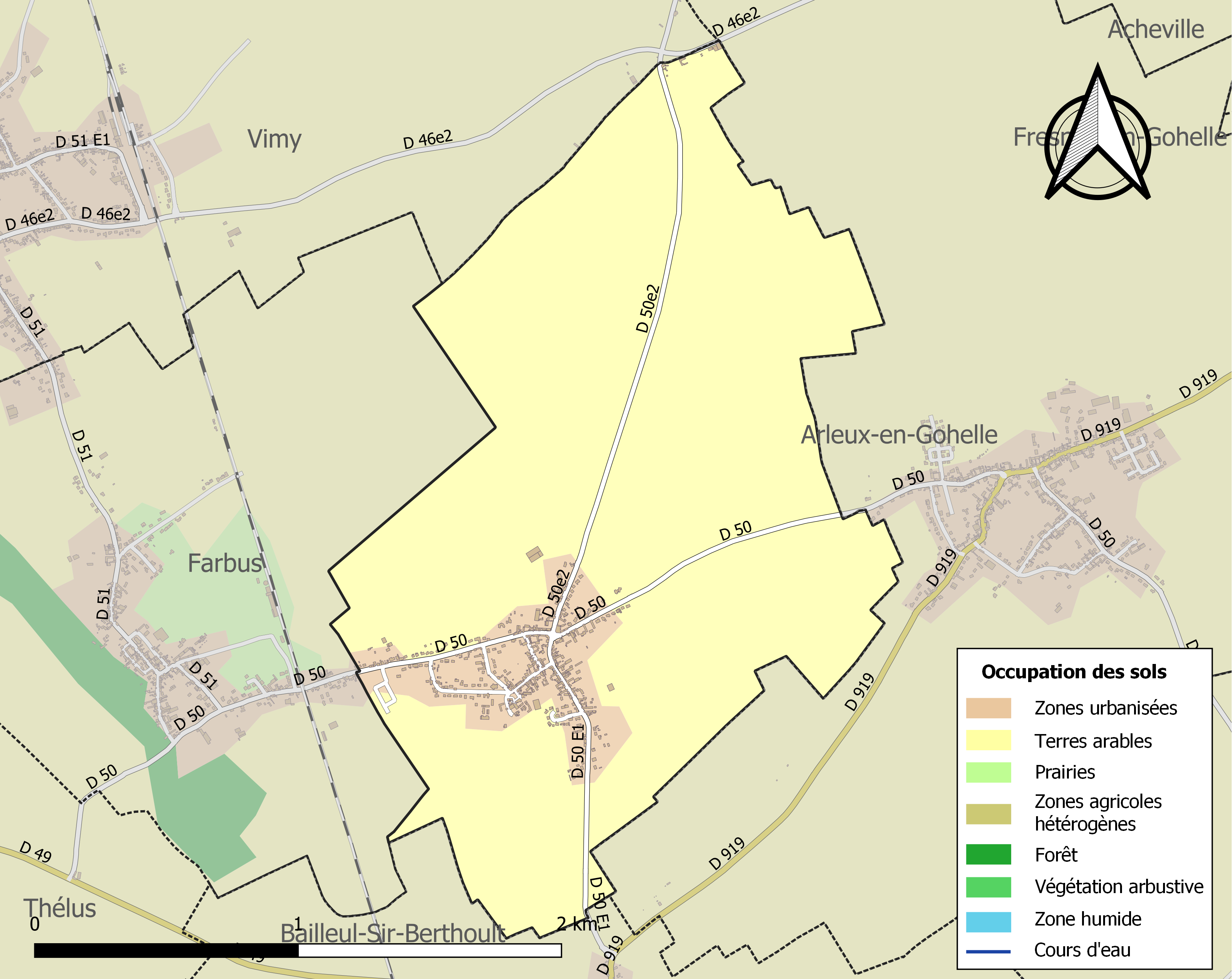
Carte des infrastructures et de l'occupation des sols de la commune en 2018 (CLC).

## Toponymie
Anciennes mentions Willerivallis (1072), Willervalle (1102), Willeirval (1162), Willerval (1198).
Signification : « la vallée de Willer », du nom de personne germanique Williharius.

## Histoire
Willerval est le siège d'une seigneurie  avant la Révolution française.
En 1612, la seigneurie est érigée en comté par les archiducs Albert d'Autriche et Isabelle-Claire-Eugénie d'Autriche par lettres du 28 mai 1612.
En 1697, la terre de Willerval est dite « très considérable ; possède un château avec 4 tours, enfermé de murailles et d'un fossé, composé de plusieurs bâtiments, a droit de terrage, rentes foncières, droits seigneuriaux avec les trois justices (justice seigneuriale) ».

### Première Guerre mondiale
La commune est décorée de la croix de guerre 1914-1918 par décret du 23 septembre 1920, distinction également attribuée à 276 autres communes du Pas-de-Calais.

## Politique et administration

### Découpage territorial
La commune se trouve dans l'arrondissement d'Arras du département du Pas-de-Calais.

#### Commune et intercommunalités
La commune est membre de la communauté urbaine d'Arras.

#### Circonscriptions administratives
La commune est rattachée au canton d'Arras-2.

#### Circonscriptions électorales
Pour l'élection des députés, la commune fait partie de la deuxième circonscription du Pas-de-Calais.

### Élections municipales et communautaires

#### Liste des maires
| Période                                  | Période                   | Identité          | Étiquette | Qualité |
| ---------------------------------------- | ------------------------- | ----------------- | --------- | ------- |
| Les données manquantes sont à compléter. |                           |                   |           |         |
| mars 2001                                | mars 2008                 | Georges Duhem     |           |         |
| mars 2008                                | mai 2020                  | Sylvie Gorin,     |           |         |
| juin 2020                                | En cours (au 29 mai 2020) | Philippe Rousseau |           | Artisan |

## Population et société

### Démographie

#### Évolution démographique
L'évolution du nombre d'habitants est connue à travers les recensements de la population effectués dans la commune depuis 1793. Pour les communes de moins de 10 000 habitants, une enquête de recensement portant sur toute la population est réalisée tous les cinq ans, les populations de référence des années intermédiaires étant quant à elles estimées par interpolation ou extrapolation. Pour la commune, le premier recensement exhaustif entrant dans le cadre du nouveau dispositif a été réalisé en 2006.

En 2022, la commune comptait 661 habitants, en évolution de +1,85 % par rapport à 2016 (Pas-de-Calais : −0,72 %, France hors Mayotte : +2,11 %).
| 1793 | 1800 | 1806 | 1821 | 1831 | 1836 | 1841 | 1846 | 1851 |
| ---- | ---- | ---- | ---- | ---- | ---- | ---- | ---- | ---- |
| 297  | 329  | 311  | 297  | 336  | 333  | 331  | 328  | 324  |

| 1856 | 1861 | 1866 | 1872 | 1876 | 1881 | 1886 | 1891 | 1896 |
| ---- | ---- | ---- | ---- | ---- | ---- | ---- | ---- | ---- |
| 357  | 373  | 345  | 359  | 376  | 390  | 361  | 368  | 383  |

| 1901 | 1906 | 1911 | 1921 | 1926 | 1931 | 1936 | 1946 | 1954 |
| ---- | ---- | ---- | ---- | ---- | ---- | ---- | ---- | ---- |
| 429  | 458  | 478  | 343  | 406  | 427  | 384  | 418  | 402  |

| 1962 | 1968 | 1975 | 1982 | 1990 | 1999 | 2006 | 2011 | 2016 |
| ---- | ---- | ---- | ---- | ---- | ---- | ---- | ---- | ---- |
| 415  | 429  | 448  | 502  | 603  | 653  | 611  | 663  | 649  |

| 2021 | 2022 | - | - | - | - | - | - | - |
| ---- | ---- | - | - | - | - | - | - | - |
| 659  | 661  | - | - | - | - | - | - | - |

#### Pyramide des âges
En 2018, le taux de personnes d'un âge inférieur à 30 ans s'élève à 33,8 %, soit en dessous de la moyenne départementale (36,7 %). De même, le taux de personnes d'âge supérieur à 60 ans est de 23,6 % la même année, alors qu'il est de 24,9 % au niveau départemental.
En 2018, la commune comptait 323 hommes pour 327 femmes, soit un taux de 50,31 % de femmes, légèrement inférieur au taux départemental (51,50 %).
Les pyramides des âges de la commune et du département s'établissent comme suit.
| Hommes | Classe d’âge | Femmes |
| ------ | ------------ | ------ |
| 0,3    | 90 ou +      | 0,3    |
| 5,3    | 75-89 ans    | 7,4    |
| 16,5   | 60-74 ans    | 17,3   |
| 23,9   | 45-59 ans    | 22,7   |
| 17,9   | 30-44 ans    | 20,8   |
| 18,9   | 15-29 ans    | 13,8   |
| 17,3   | 0-14 ans     | 17,7   |

| Hommes | Classe d’âge | Femmes |
| ------ | ------------ | ------ |
| 0,5    | 90 ou +      | 1,6    |
| 5,6    | 75-89 ans    | 8,9    |
| 16,7   | 60-74 ans    | 18,1   |
| 20,2   | 45-59 ans    | 19,2   |
| 18,9   | 30-44 ans    | 18,1   |
| 18,2   | 15-29 ans    | 16,2   |
| 19,9   | 0-14 ans     | 17,9   |

## Culture locale et patrimoine

### Lieux et monuments

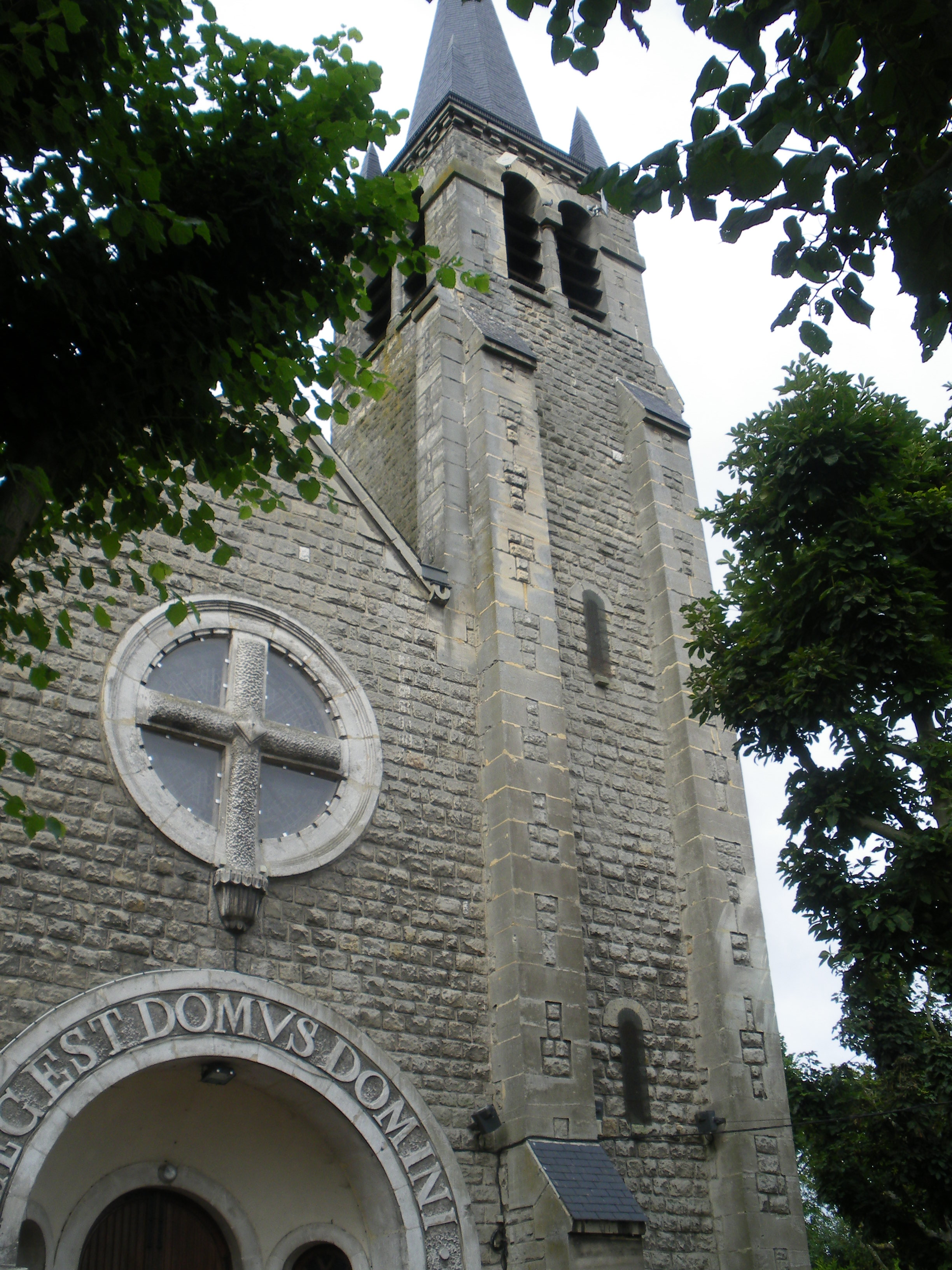
L'église Saint-Nicolas.

- Église Saint-Nicolas (reconstruite en 1918).
- Le gisant de Gérard de Saint et dalles funéraires des XIIIe au XVIIe classées.

### Personnalités liées à la commune

#### Seigneurs de Willerval[26]
- Guilbert II de Lannoy, chevalier, seigneur de Santes, Beaumont à Hem, est seigneur de Willerval en 1432, à la suite de son mariage avec Isabelle de Flandres-Drincham, dame de Willerval, fille de Jean II, seigneur de Drincham et d'Isabeau de Ghistelles[27].
- Philippe Ier de Lannoy lui succède à Willerval[28].
- Gilbert ou Guilbert III de Lannoy, fils de Philippe Ier, devient seigneur de Willerval. Il épouse Jeanne de Neuville, dont lui nait Bonne de Lannoy retrouvée ci-dessous[28].
- François d'Ongnies, (très probablement Oignies) fils cadet de Charles, et de Jaqueline de Rubempré, seigneur de Beaurepaire ou Beaurain et de Pérenchies, seigneur de Willerval par son deuxième mariage, fait comte de Willerval par les archiducs Albert d'Autriche et Isabelle-Claire-Eugénie d'Autriche par lettres du 28 mai 1612[16], épouse :

1. Jeanne de Houchin, fille de Guillaume, et de Catherine de Saint-Pierre-Maisnil.
2. Bonne de Lannoy, dame de Willerval, d'Allennes et de Beaumont, fille de Guilbert, seigneur de Willerval, et de Jeanne de Neufville, dame d'Allennes et de Beaumont.

Il ne laissa d'enfants que de son second mariage ; savoir, 
1. Adrien d'Ongnies, (dont postérité).
2. Baudouin d'Ongnies, seigneur de Pérenchies et de la Deuze, mort sans laisser d'enfant de Maximilienne van der Meeren, son épouse, laquelle se remarie à François d'Ongnies, seigneur de Coupigny.
3. Anne d'Ongnies, mariée à Jean, seigneur de Haynin, de Wambrechies et de Lesquin, fils de Philippe, seigneur de Haynin, chevalier, et de Claire du Mez dite de Croix, Dame de Wambrechies et de Lesquin.
4. Barbe d'Ongnies, première femme de Nicolas du Chastel, chevalier seigneur de la Houvarderie, d'Aix, de l'Assèssoy et de Cavrines, créé premier vicomte de Haubourdin et d'Emmerin le 3/10/1605.
5. François d'Ongnies, auteur de la branche des comtes de Beaurepaire.

- En août 1697, par lettres données à Versailles, Charles Hiérome (Jérôme) Durietz (du Rietz), chevalier, seigneur du Hamel, Hucher, Frevillers, Monts, Lassus, Zeauvis, Willerval, etc., capitaine de dragons, qui a servi plusieurs années dans différents emplois, aux sièges de Philisbourg, Frankendal, Namur, Furnes, dans les armées du Piémont, reçoit confirmation du titre de comte de la terre de Willerval. Il a hérité cette terre de son père Hiérosme Durietz, chevalier, seigneur desdits lieux, gouverneur de la ville de La Gorgue et du pays de Lallœu, et de Gertrude Le Bourgeois, sa mère, qui ont acheté la terre le 15 juillet 1676 et le 26 juillet 1679[16]'[29].

## Pour approfondir